# Miquelia thorelii
Miquelia thorelii är en tvåhjärtbladig växtart som beskrevs av François Gagnepain. Miquelia thorelii ingår i släktet Miquelia och familjen Icacinaceae. Inga underarter finns listade i Catalogue of Life.